# Mitchell Boggs
Pour les articles homonymes, voir Boggs.
Mitchell Thomas Boggs (né le 15 février 1984 à Dalton en Géorgie, États-Unis) est un lanceur de relève droitier de la Ligues majeures de baseball. Il est présentement agent libre.
Boggs remporte la Série mondiale 2011 avec les Cardinals de Saint-Louis, le club pour lequel il évolue de 2008 à 2013.

## Carrière

### Cardinals de Saint-Louis
Mitchell Boggs est repêché en 5e ronde par les Cardinals de Saint-Louis en 2005. 

#### Saison 2008
Lanceur partant dans les ligues mineures, c'est comme lanceur de relève qu'il fait ses débuts dans les majeures avec Saint-Louis le 6 juin 2008 face à Houston. Quatre jours plus tard, le 10 juin, on lui confie la balle pour amorcer une rencontre des Cardinals à Cincinnati, et il mérite sa première victoire dans les majeures après avoir lancé cinq manches pour son équipe. Enchaînant les départs, il remporte la victoire à ses trois premières décisions, avant d'encaisser deux revers. Il est retourné aux mineures à la fin juillet avec une fiche de 3-2. Ses dernières performances font grimper sa moyenne de points mérités à 7,41.

#### Saison 2009
Boggs passe la majorité de la saison 2009 dans les mineures, mais revient à Saint-Louis pour 16 parties, dont neuf comme lanceur partant. Il présente une fiche de 2-3 avec une moyenne de points mérités de 4,19. Complétant la saison régulière avec les Cards, il lance une manche en relève en séries éliminatoires, n'accordant aucun point mais deux buts-sur-balles aux Dodgers de Los Angeles dans la Série de division 2009 de la Ligue nationale, perdue par Saint-Louis.

#### Saison 2010
Les Cardinals comptant déjà sur une solide rotation de lanceurs partants, Mitchell Boggs trouve sa place dans la formation en 2010 comme releveur. Il s'impose dans ce rôle en conservant une moyenne de points mérités de 3,61 en 61 parties et 67 manches et un tiers lancées. Son dossier victoires-défaites en 2010 est de 2-3 avec 52 retraits sur des prises.

#### Saison 2011
Boggs abaisse sa moyenne de quelques décimales en 2011. Celle-ci atteint 356 en 60 manches et deux tiers lancées en 51 sorties en relève. Dans une saison où les Cardinals hésitent entre Fernando Salas et Jason Motte comme stoppeur de confiance, Boggs est quelquefois appelé à protéger les victoires de son équipe : il enregistre donc quatre sauvetages, dont le premier de sa carrière le 20 avril contre Washington. Il sabote toutefois l'avance du club en quatre autres occasions. Boggs remporte la Série mondiale 2011 lorsque les Cardinals triomphent des Rangers du Texas.

#### Saison 2012
Boggs affiche la meilleure moyenne de points mérités de tous les lanceurs des Cardinals en 2012 : 2,21 en 73 manches et un tiers lancées lors de ses 78 sorties en relève. Il savoure quatre victoires contre une défaite. En éliminatoires, il accorde un coup sûr et retire deux frappeurs dans le match de meilleur deuxième contre Braves d'Atlanta. Incapable de protéger la mince avance de 2-1 de son club dans le premier match de la Série de divisions contre Washington, il écope de la défaite mais maintient sa moyenne de points mérités à 0,00 en trois manches et deux tiers lancées en quatre parties dans ce duel gagné finalement par les Cards. Avec deux points alloués en quatre sorties face aux Giants de San Francisco, sa moyenne s'élève à 5,40 dans la Série de championnat où Saint-Louis est éliminé.

#### Saison 2013
Boggs ne donne pas suite à sa belle saison 2012 car il est relégué par les Cardinals au club-école de Memphis à la fin mai 2013. En 18 parties jouées, sa moyenne de points mérités atteint 11,05 avec 20 points, dont 18 mérités, alloués en seulement 14 manches et deux tiers. Il compte alors trois défaites à sa fiche.

### Rockies du Colorado
Le 9 juillet 2013, les Cardinals de Saint-Louis transfèrent Mitchell Boggs aux Rockies du Colorado. Il lance 8 manches et deux tiers en 9 parties pour Colorado en fin de saison, accordant 3 points mérités pour une moyenne de 3,12. Il termine sa difficile saison 2013 avec une moyenne de 8,10 en 23 manches et un tiers lancées dans 27 parties pour les Cardinals et les Rockies, avec trois défaites subies avec Saint-Louis.

### White Sox de Chicago
Le 7 février 2014, Mitchell Boggs signe un contrat d'une saison à 1,1 million de dollars avec les White Sox de Chicago. Décevant au camp d'entraînement des White Sox où il accorde 9 points et 11 coups sûrs en 6 manches et un tiers lancées, le lanceur de 30 ans est libéré le 23 mars, à quelques jours du début de la saison régulière. Le 1er avril suivant, il est réengagé par les White Sox et assigné aux ligues mineures.
Invité au camp d'entraînement des Red Sox de Boston en 2015, il est libéré avant le début de la saison.